# Palade
Palade is een plaats in de Estlandse gemeente Hiiumaa, provincie (en eiland) Hiiumaa. De plaats heeft de status van dorp (Estisch: küla).
Tot in oktober 2017 behoorde Palade tot de gemeente Pühalepa. In die maand werd de fusiegemeente Hiiumaa gevormd, waarin Pühalepa opging.

## Bevolking
Het dorp had 27 inwoners op 31 december 2011 en 26 inwoners op 31 december 2021.

## Ligging
De Tugimaantee 80, de secundaire weg van Heltermaa via Kärdla naar Luidja, loopt langs de zuidgrens van het dorp.
Palade ligt in het natuurreservaat Kukka looduskaitseala (1,7 km²), dat de dorpen Kõlunõmme, Palade en Partsi omvat. Het park is genoemd naar het noordelijke buurdorp Kukka, dat er zelf niet in ligt.
Palade heeft een basisschool, een sporthal en een museumboerderij, het Soera Talumuuseum. Paul Rummo was in 1931 onderwijzer aan de plaatselijke school. In het dorp staat een baptistische kapel.
Op het grondgebied van het dorp ligt een zwerfsteen van 5,3 x 2,4 x 1,8 meter, de Kuradikivi (‘Duivelssteen’). De omtrek bedraagt 11,1 meter.
Het kerkhof van het dorp, het Palade kalmistu, ligt in het zuidelijke buurdorp Sakla.

## Geschiedenis
Palade werd voor het eerst vermeld in 1564 als matz i Pola, een boerderij op het landgoed Großenhof (Suuremõisa). In 1565 werd Palade vermeld als Matz i Palada en in 1798 als Pallade.
De buurdorpen Ala, Lõpe en Sakla maakten tussen 1977 en 1997 deel uit van Palade.

## Foto's

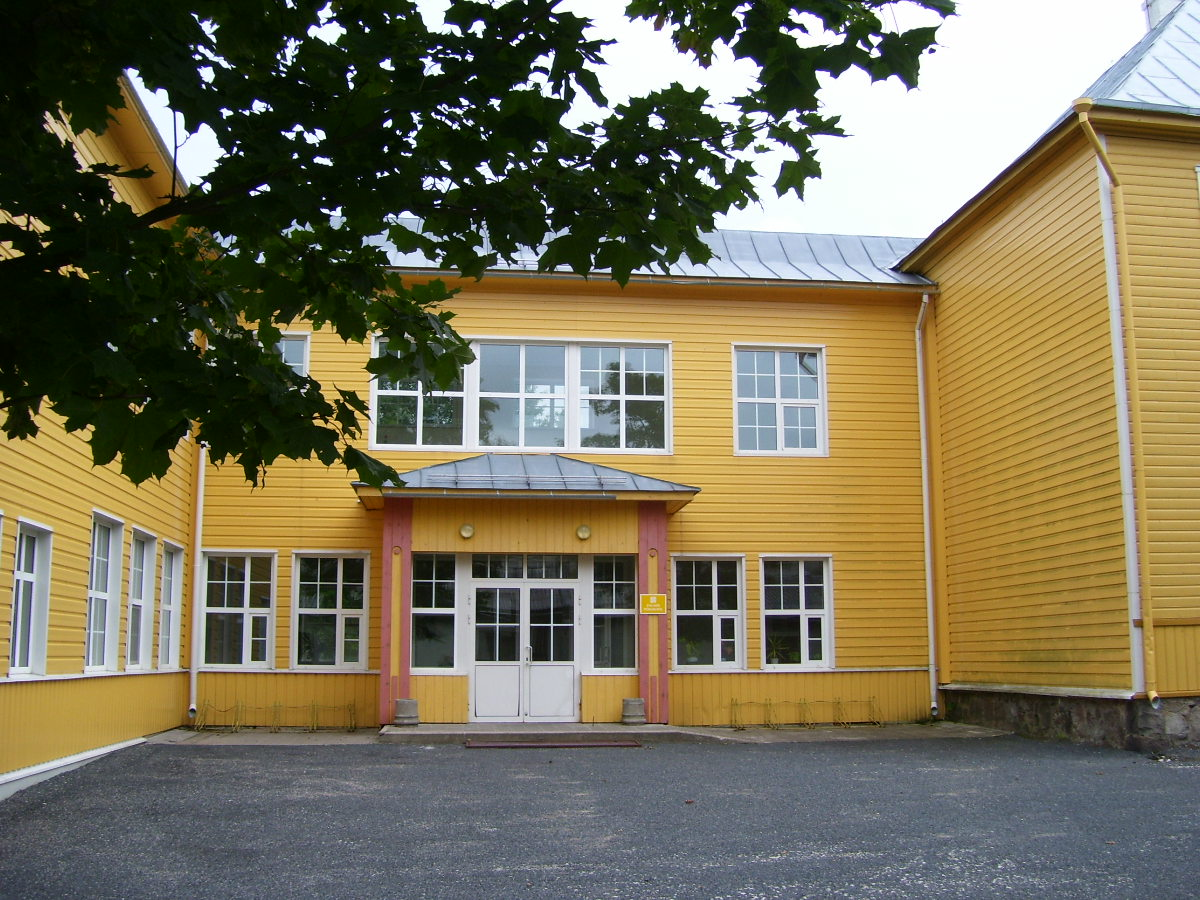
Basisschool
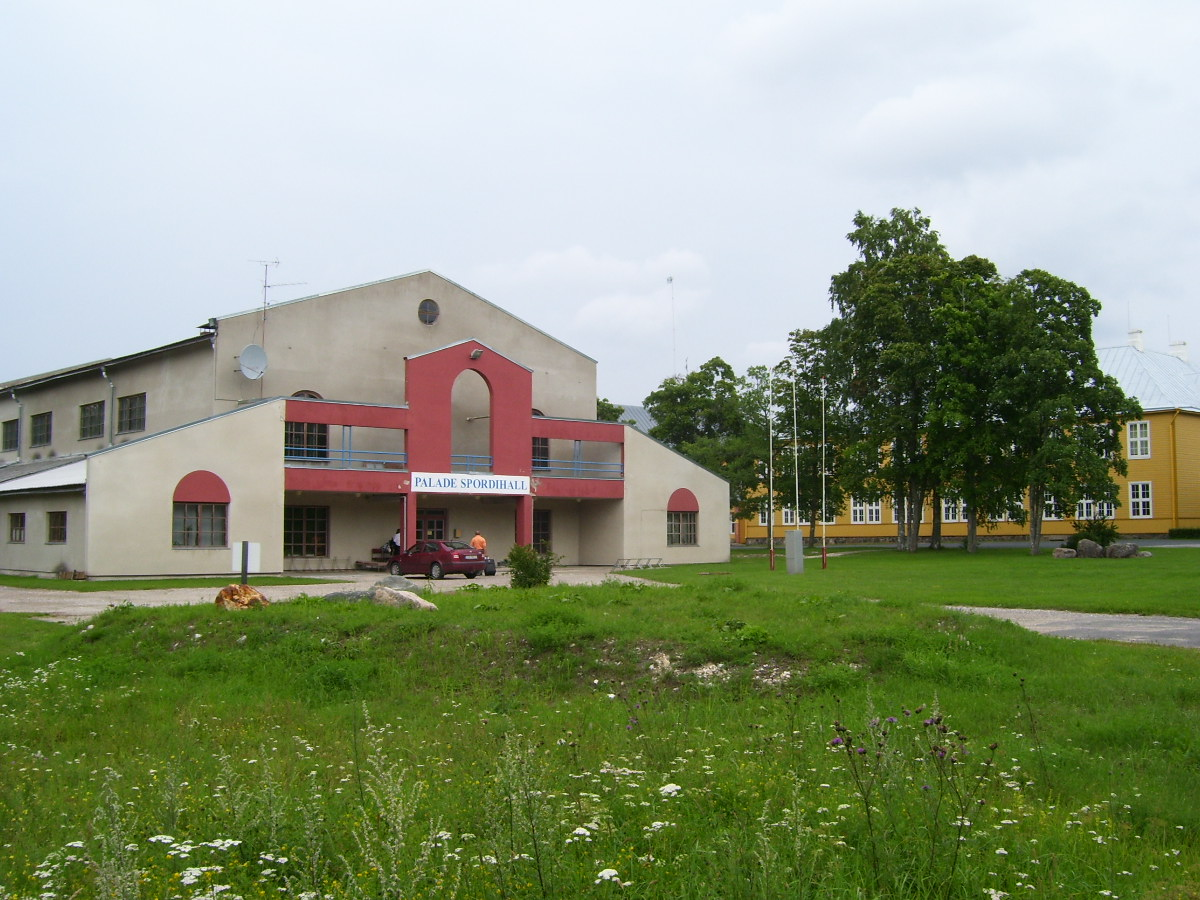
Sporthal
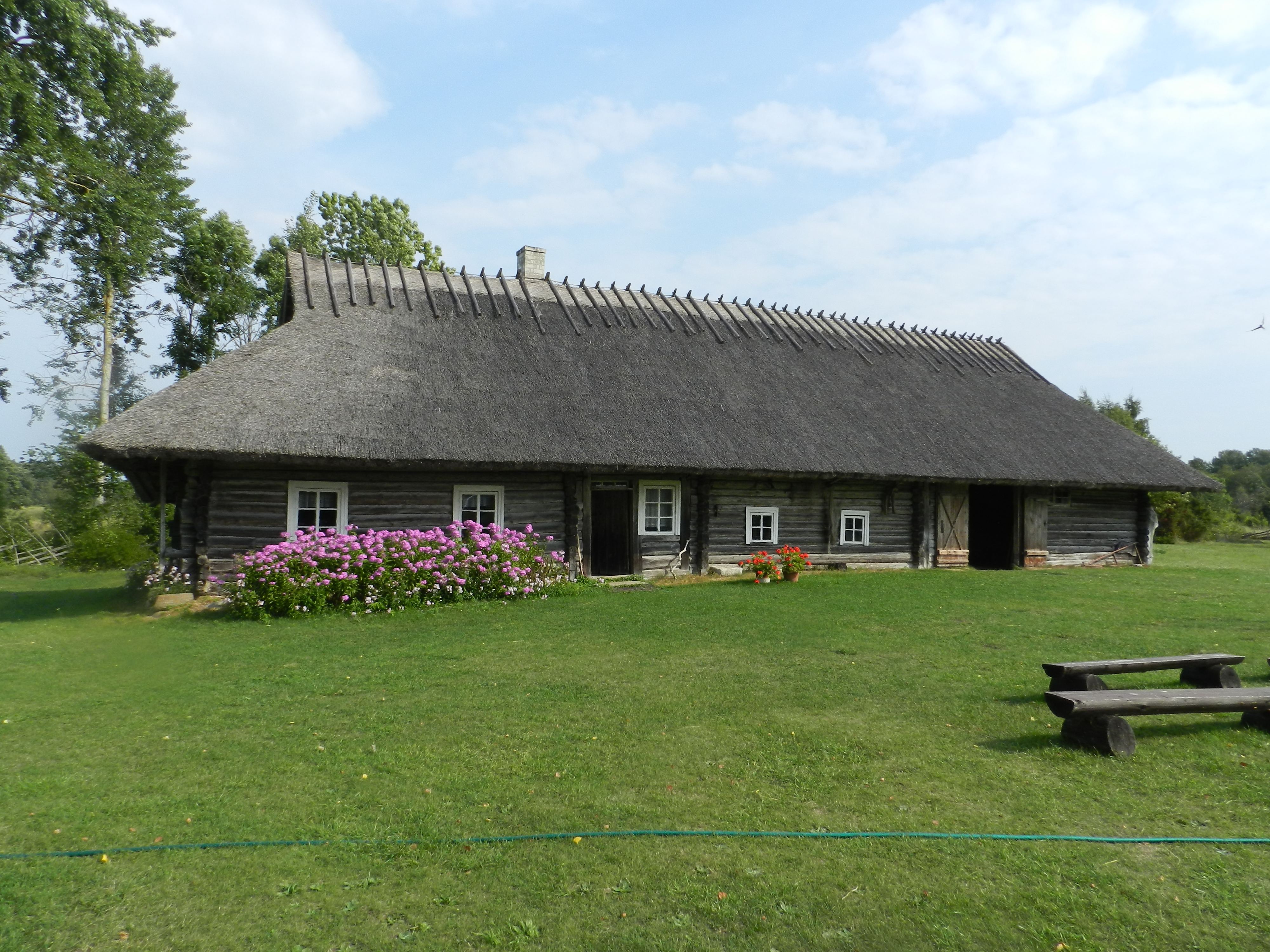
Museumboerderij
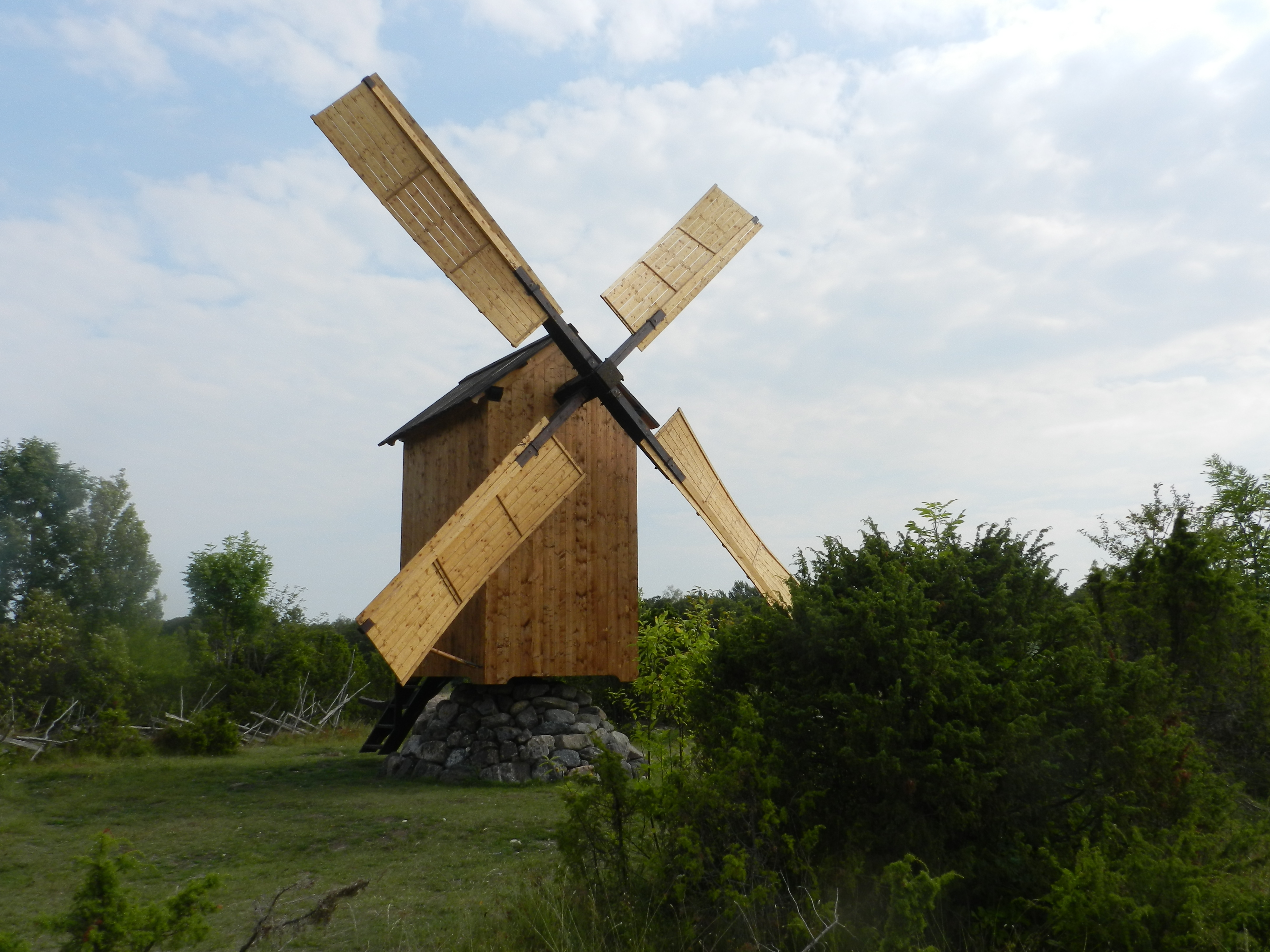
Molen bij de museumboerderij
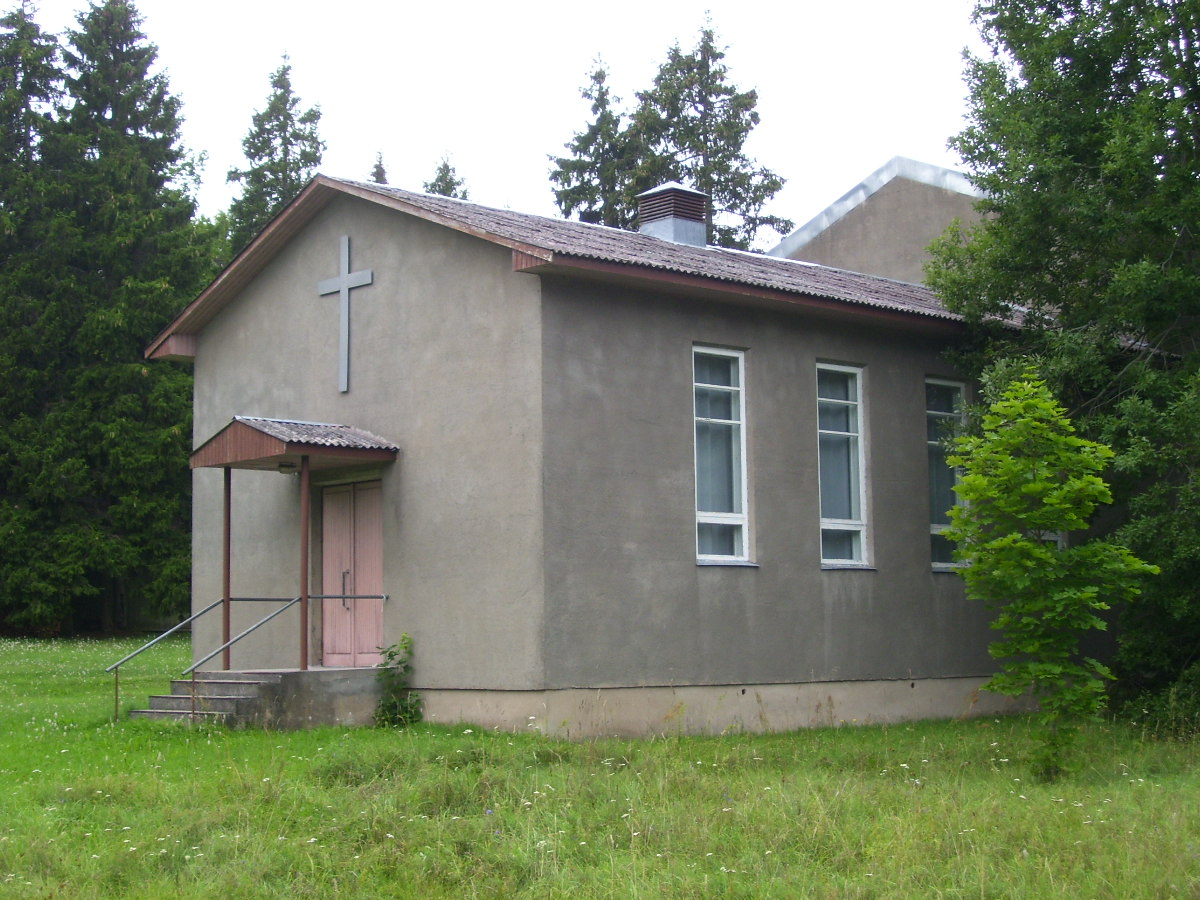
Baptistische kapel
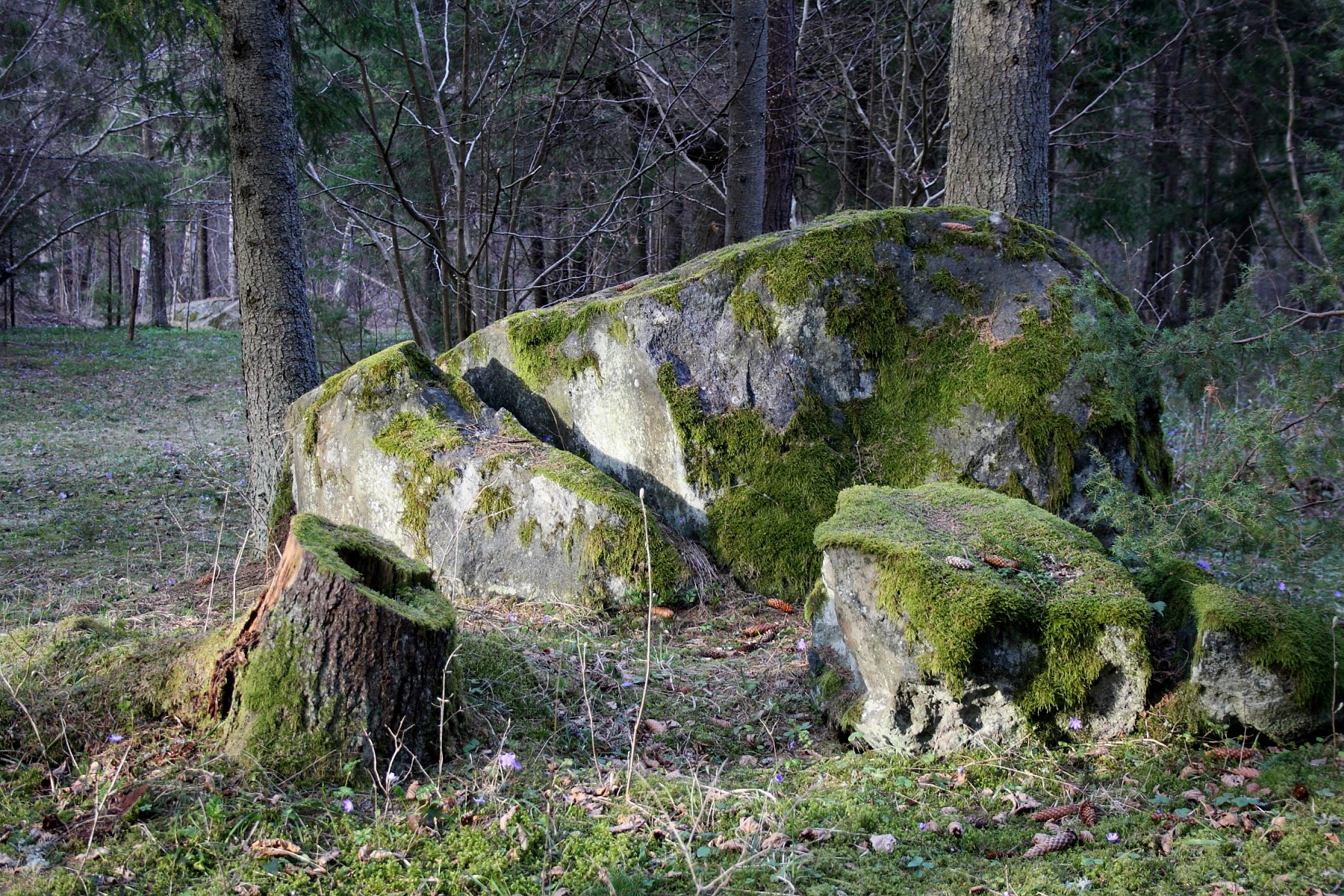
De Kuradikivi